# 2573 Hannu Olavi
2573 Hannu Olavi eller 1953 EN är en asteroid i huvudbältet som upptäcktes 10 mars 1953 av den finske astronomen Heikki A. Alikoski vid Storheikkilä observatorium. Den har fått sitt namn efter upptäckarens son.
Asteroiden har en diameter på ungefär 20 kilometer.